# Anna-Stina Nordmark Nilsson
Anna-Stina Nordmark Nilsson, född 28 juni 1956 i Överkalix, Norrbottens län, är en svensk ekonom, företagsledare och idrottsledare.
Nordmark Nilsson har en ekonomexamen från Luleå tekniska högskola. Hon arbetade 1978-1980 som revisorsassistent, 1984—1985 som företagskonsult, 1985-1987 som administrativ chef vid Pite Partner och 1987-1992 som auktoriserad revisor och kontorschef inom Price Waterhouse Coopers. 1992—1999 var hon verkställande direktör (VD) för Piteå-Tidningen, och 2000—2003 hade hon olika direktörsbefattningar i Norrbottens läns landsting. Mellan 2003 och 2005 var hon regionchef för Vägverket Region Norr, och därefter (2005—2007) hälso- och sjukvårdsdirektör i Stockholms läns landsting.
Nordmark Nilsson var därefter VD för företagarorganisationen Företagarna från augusti 2007 till december 2010. Hennes företrädare på VD-posten var Gunvor Engström som lämnade i slutet av 2006, varefter vice VD Gitte Leger fungerade som tillförordnad VD under en period. Hon efterträddes av Christina Linderholm som tillförordnad VD, innan Elisabeth Thand Ringqvist blev ny VD i juni 2011.
Nordmark Nilsson var mellan 2013 och 2014 ordförande i Svenska Handikappidrottsförbundet. Hon uttryckte som skäl att hon lämnade att "det finns en ovilja att agera på de missförhållanden som finns", i samband med att påstått ekonomiskt fiffel uppdagades inom förbundet.
Hon drev en kampanj för att bli kandidat till Europaparlamentet för Centerpartiet inför valet 2014, men fanns inte med på den slutliga valsedeln. Hösten 2014 blev hon gruppledare för Centerpartiet i Norrbottens läns landsting.
Nordmark Nilsson tillträdde i augusti 2015 som tillförordnad VD för Lulebo  och därefter ordinarie VD.
Hon var regiondirektör i Region Norrbotten 2019 - 2022